# Antecrurisa apicalis
Antecrurisa apicalis là một loài bọ cánh cứng trong họ Cerambycidae.